# Samoa sechellana
Samoa sechellana is een hooiwagen uit de familie Samoidae.